# 澤宮菜穂
澤宮 菜穂（さわみや なほ、8月21日 - ）は、日本の女性声優。北海道出身。イエローテイル所属。

## 出演

### ゲーム
2009年
- カヌチ 黒き翼の章（キナエ・イシト）
- 戦極姫〜戦乱に舞う乙女達〜（明智 光秀、最上 義守、大友 フランシス、徳川 家康、北信 愛）

2010年
- 戦極姫2〜葉隠の乙女、風雲に乗ず〜（明智 光秀、最上 義守、大友 フランシス 宗麟、徳川 家康、北信 愛）
- 戦極姫2 炎〜百華、戦乱辰風の如く〜（明智 光秀、最上 義守、大友 フランシス 宗麟、徳川 家康、北信 愛）
- 戦極姫2 嵐〜百華、戦乱辰風の如く〜（明智 光秀、最上 義守、大友 フランシス 宗麟、徳川 家康、北信 愛）
- もっとNUGA-CEL!（魔璃亜）
- スズノネセブン!〜Rebirth knot〜（島村 静穂）

2011年
- 三極姫〜三国乱世・覇天の采配〜（徐晃 公明）[1]
- 出撃!! 乙女たちの戦場2〜天翔ける衝撃の絆〜（來瀬 優[2]、エレーナ[3]、伊東 美緒[4]、樋口 洋子[5]）
- 萌え萌え大戦争☆げんだいばーん（シーラー）
- 萌え萌え大戦争☆げんだいばーん+（シーラー）
- 萌え萌え大戦争☆げんだいばーん3D（シーラー）[6]

2012年
- 三極姫〜戦煌の大火・暁の覇龍〜（徐晃 公明）
- 出撃!! 乙女たちの戦場2〜憂国を翔ける皇女のツバサ〜（（來瀬 優、エレーナ、伊東 美緒、樋口 洋子）
- 戦極姫3〜天下を切り裂く光と影〜（徳川 家康、最上 義守、明智 光秀、大友 宗麟）※PSP/PS3版。PS Vitas版は2013年発売
- 萌え萌え大戦争☆げんだいばーん++（シーラー）

2017年
- 萌え萌え2次大戦(略)3（ショウカ）